# 5430 Лу
5430 Лу (5430 Luu) — астероїд головного поясу, відкритий 12 травня 1988 року.
Тіссеранів параметр щодо Юпітера — 3,401.
Названо на честь Джейн Лу (Jane Luu) — в'єтнамсько-американського астронома. Народилась у 1963 році у південному В'єтнамі.